# .eg
.eg är Egyptens toppdomän. Registreringsenheten är Egyptian Universities Network. Domänen har funnits sedan 1990.